# 八打灵再也希尔顿酒店
八打灵再也希尔顿酒店（英語：Hilton Petaling Jaya）是位于马来西亚雪兰莪州八打灵再也的一家酒店，共21层高。该酒店于1995年1月13日由时任首相马哈迪·莫哈末主持开幕，也是知名的老牌酒店。

## 简介
八打灵再也希尔顿酒店于1995年1月13日由马哈迪主持开幕，距离首都吉隆坡仅15分钟路程。该建筑拥有398间客房，是希尔顿在马来西亚的第二家酒店，也是亚太地区的第17家希尔顿国际酒店。